# Gephyrea
Gephyrea là một lớp giun biển đã bị loại bỏ, bao gồm 3 đơn vị phân loại mới Echiura, Sipuncula, và Priapulida. Ngoài ra, Sternaspis chi đầu tiên được mô tả trong họ Sternaspidae, tại thời điểm đó được cho là có quan hệ họ hàng với Echiura và do đó được đưa vào Gephyrea. Lớp này không phải là đơn ngành. Priapulida hiện nay được công nhận là một ngành thuộc Ecdysozoa, trong khi hai đơn vị phân loại còn lại được phân loại vào Annelida. Thuật ngữ Gephyrea được tạo ra bởi Quatrefages từ tiếng Hy Lạp γέφυρα (géphura) 'câù nối', bởi vì những loài động vật này dường như là trung gian giữa Annelida và Holothuria.